# Ai preât la biele stele

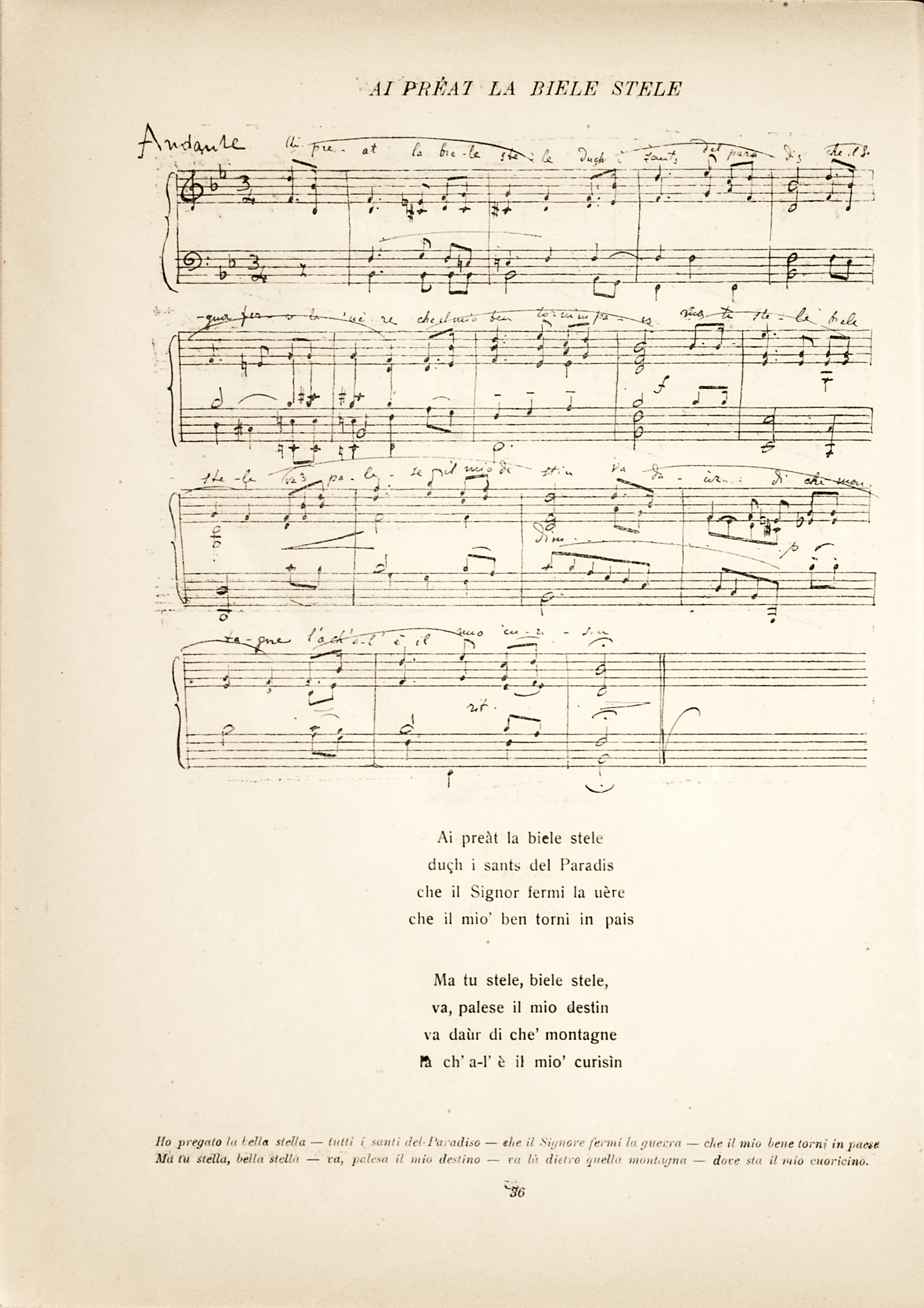
Partitura del canto armonizzata per pianoforte e voce nell'edizione del libro "Canti di soldati" del 1919

Ai preât la biele stele è un canto-preghiera friulano molto in voga durante la prima guerra mondiale. Tratto da un'antica villotta di origine udinese ("vuei preà la biele stele, duc' i sanç del paradìz, che 'l Signor fermi a uère, e 'l miò ben torni al paîz"), è un'invocazione alla pace.
Entrato nel repertorio di molti cori alpini, è stato inciso anche da Antonella Ruggiero e Orietta Berti.
Sulle sue note è stato composto il celebre canto Scout "Preghiera della sera" meglio noto come "Al cader della giornata".